# Starhill Gallery
Starhill Gallery est un centre commercial de Kuala Lumpur, en Malaisie. Situé dans le quartier de Bukit Bintang, il se consacre aux enseignes de luxe.